# دهه ۱۵۰ (پیش از میلاد)
دهه ۱۵۰ (پیش از میلاد) پانزدهمین دهه قبل از مبدأ شروع تقویم میلادی است.